# Andrés Felipe Román
Andrés Felipe Román Mosquera (ur. 5 października 1995 w Bogocie) – kolumbijski piłkarz występujący na pozycji prawego obrońcy, reprezentant Kolumbii, od 2022 roku zawodnik Atlético Nacional.